# オフィーリア (小惑星)
オフィーリア (171 Ophelia) は、小惑星帯に位置するC型小惑星の一つで、テミス族の一員である。
1877年1月13日にフランスの天文学者、アルフォンス・ルイ・ニコラ・ボレリーがマルセイユで発見した。ウィリアム・シェークスピアの戯曲『ハムレット』に登場する人物オフィーリアにちなんで命名された。
1979年に光度曲線のデータから衛星が存在する可能性が指摘されたが、まだ発見されていない。
2009年12月に滋賀県で掩蔽が観測された。
なお、天王星にも同名の衛星オフィーリアがある。　